# Priva
Priva is een Nederlands particulier hightech bedrijf op het gebied van klimaatbeheersing, gespecialiseerd in slimme gebouwautomatisering, kastechnologie & indoor farming. Het levert installaties voor klimaat- en procesautomatisering voor de glastuinbouw en voor gebouwen (gebouwbeheersysteem) en het is marktleider in klimaatbeheersing en procesbeheer voor glastuinbouw en utiliteit in Nederland. Priva is een toonaangevende technologie- en dienstverlener voor duurzame stedelijke delta's: circulaire economieën op basis van groene technologie en slimme gebouwen.
Het bedrijf is gevestigd in De Lier, gemeente Westland, en is internationaal aanwezig met 18 kantoren in andere delen van de wereld. Het bedrijf heeft wereldwijd ruim 600 mensen in dienst, waarvan zo'n 450 in Nederland.
Meiny Prins, algemeen directeur van Priva, is in 2009 uitgeroepen tot Zakenvrouw van het Jaar.
Op 25 november 2009 wint Priva de eerste CleanTech Star van het Wereld Natuur Fonds. De prijs wordt uitgereikt aan bedrijven die zich bijzonder verdienstelijk maken voor het gebruik van schone energie en technologie.

## Geschiedenis
Priva begon in 1959 onder de naam Valk en Prins met de import van heteluchtkachels voor de glastuinbouw. Het gebruik van deze kachels nam een aanvang na de Tweede Wereldoorlog, toen de Amerikaanse bevrijders zogeheten plofkachels in de nissenhutten hadden geïnstalleerd. Dit waren oliegestookte kachels die met een plof ontstaken. Deze werden in het Westland gebruikt voor verwarming in de kassen, waardoor de geteelde sla sneller groeide en eerder verkocht kon worden. Uiteindelijk bleek dat de verbrandingsgassen, die CO2 bevatten, hiervoor verantwoordelijk waren.
De plofkachels werden door het toeleveringsbedrijf Brinkman in de verkoop genomen. Ze waren echter onveilig vanwege ontploffingsgevaar en ze veroorzaakten roetvorming. De Priva kachels kwamen sedert 1962 in zwang en waren veiliger.
In 1965 veranderde de naam van het bedrijf, waarbij de namen van de oprichters Prins en Valk werden samengevoegd tot de naam Priva.
In 1977 werd de eerste procescomputer voor de tuinbouw op de markt gebracht. In 1983 werd Priva actief op het gebied van klimaatbeheersing in gebouwen. Dit begon met een eenvoudig gebouwbeheersysteem in de Amsterdam RAI. Toen werden ook de eerste buitenlandse vestigingen geopend.
In 2007 werden alle activiteiten van Priva in Nederland samengevoegd in één centrale locatie, de Priva Campus. Voor die tijd was er ook een locatie in Delft.

## Producten
Momenteel bestaat Priva uit twee onderdelen:
- Priva Horticulture dat werkzaam is voor de glastuinbouw. Dit onderdeel ontwikkelt, fabriceert en verkoopt klimaatregelingsinstallaties voor de glastuinbouw, waaronder sensoren voor luchtvochtigheid, temperatuur en CO2-gehalte.
- Priva Building Automation levert gebouwbeheerssystemen voor klimaatbeheersing in, met name, utiliteitsgebouwen.